# Site archéologique de A Caeira
Le site archéologique de A Caeira est un groupe de gravures rupestres à ciel ouvert situé sur le versant du mont Tomba, connu sous le nom de Boa Vista, tout près de la ville de Pontevedra, dans la commune de Poio, dans la province de Pontevedra, en Espagne. Il est composé de plus de vingt gravures et pétroglyphes, dont trois ont la distinction de Monument Historique Artistique. Ils font partie du groupe d'art rupestre de Terras de Pontevedra.

## Historique

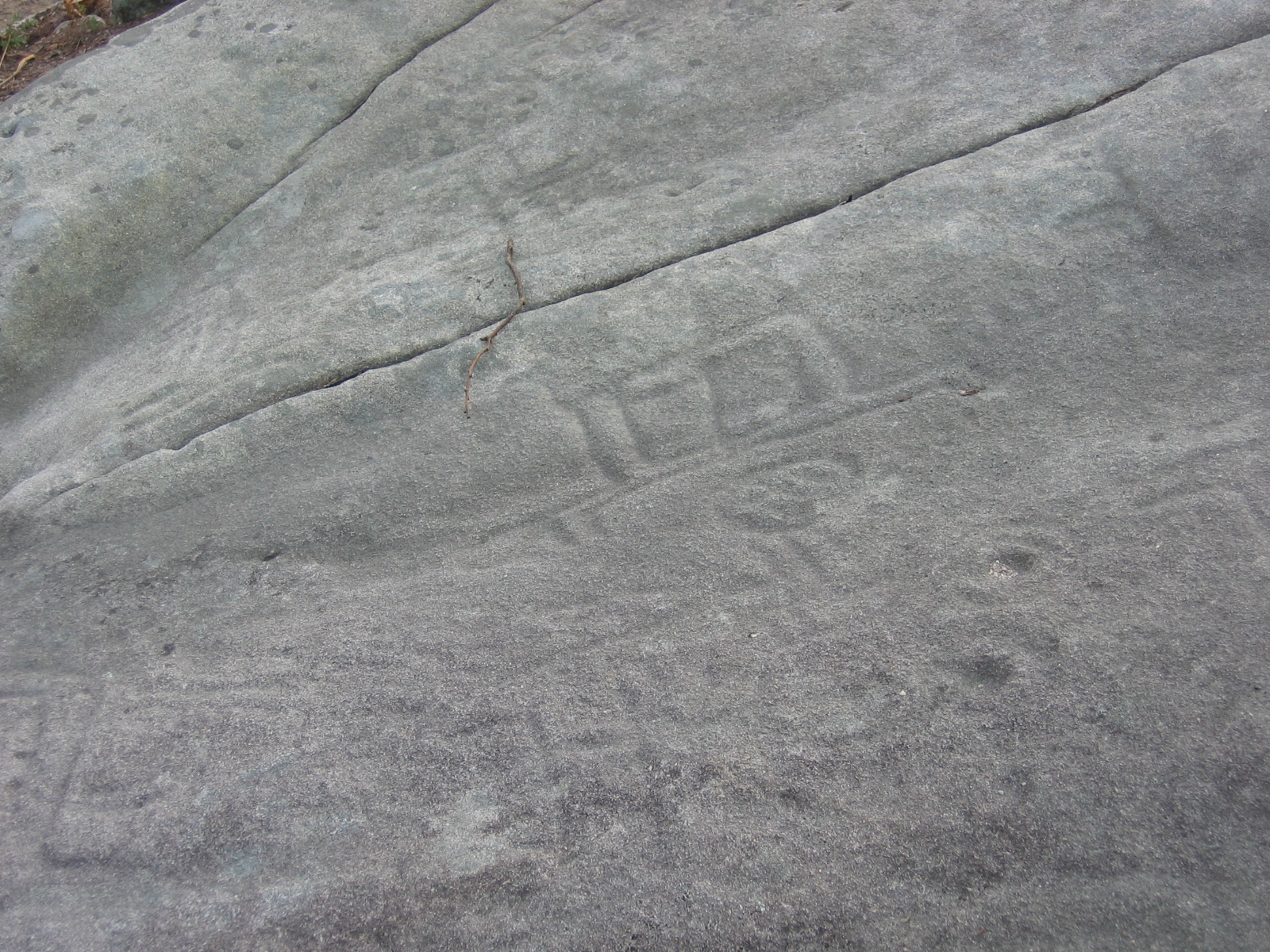
Laxe das Lebres

Les pétroglyphes et les gravures en plein air de A Caeira, tous gravés sur la roche granitique, sont connus depuis le début du XXe siècle grâce au travail de l'intellectuel de Pontevedra Ramón Sobrino Buhigas.
À proximité de ces pétroglyphes, on a également trouvé des indications de l'existence possible d'un village de l'âge du bronze, on pense donc que ces gravures ont été réalisées à cette époque. Leur thématique est regroupé en deux grands ensembles : géométrique et naturaliste, avec l'existence d'une grande variété de représentations telles que des cerfs, des cassolettes, des combinaisons circulaires et diverses figures anthropomorphiques.

## Caractéristiques
À A Caeira, il y a des pétroglyphes simples avec peu de motifs répartis dans plusieurs zones, mais il y a deux stations composées de grosses pierres qui jouent un rôle plus important dans cet ensemble.
- La Pedra Grande de Montecelo est composée d'un grand nombre de combinaisons circulaires et constitue l'un des exemples les plus surprenants de motifs géométriques dans les pétroglyphes de l'art rupestre galicien.
- Le Laxe das Lebres est un grand panneau avec des représentations de cerfs. Deux de ces animaux, éventuellement mâles et femelles, disposés en symétrie miroir constituent son élément principal. De chaque côté, il y a deux figures anthropomorphiques en forme de cavalier.

La commune de Poio possède également des gravures rupestres à Outeiro da Burata et Monte Cruceiro, toutes deux situées dans la paroisse civile de Samieira. De plus, le pétroglyphe de Pozo Ventura n'appartient pas à ce site archéologique mais il est très proche de celui-ci, dans le mont Liñares. Sa surface est pleine de motifs géométriques, mais son caractère unique est donné par certains motifs qui rappellent les feuilles de hallebarde.

## Centre d'interprétation
Le Centre d'interprétation archéologique de A Caeira a été ouvert le 18 juin 2009. Il est situé dans la paroisse civile de San Salvador, juste derrière le Casal de Ferreirós. Il abrite un projet d'exposition où les visiteurs peuvent observer et connaître en détail les caractéristiques des pétroglyphes de la commune.
En outre, le centre comprend une réplique exacte du pétroglyphe de Pozo Ventura, qui présente des caractéristiques exceptionnelles dans l'art rupestre de cette région de la péninsule ibérique, et qui rappelle davantage d'autres pièces trouvées en Irlande ou dans la région bretonne de la France.